# Ирина Демик
Ирина Демик (англ. Irina Demick; 16 октября 1936, Поммезе, Франция — 8 октября 2004, Индианаполис, США) — европейская киноактриса.

## Биография
Русская по происхождению, урождённая Ирина Дземяч, родилась в 1936 году в Поммезе провинции Сена и Марна, Франция.
В юности перебралась в Париж, где хотела стать дизайнером одежды, один из кутюрье предложил ей стать моделью, её фотографии в журналах мод привлекли внимание кинематографистов, получила эпизодичную роль, познакомилась и стала любовницей продюсера Дэррила Занука, по его протекции получила роль участницы французского Сопротивления в эпическом фильме 1962 года «Самый длинный день».
Следующие 10 лет кинокарьера продолжилась ролями, в том числе главными, в фильмах США, Франции, Италии и Испании.
В 1964 году она вышла замуж за Филиппа Валя, швейцарского предпринимателя, родила дочь Мари-Эммануэль. Пара жила в Риме и Париже.
После развода в 1979 году переехала в США. Умерла в 2004 году в Индианаполисе, штат Индиана.

## Фильмография
- 1962 — Самый длинный день / The Longest Day — Жанин Буатар, участница Сопротивления
- 1964 — Визит / The Visit — Аня
- 1964 — Месье составит вам компанию / Un monsieur de compagnie — Николь
- 1965 — С берега / Up from the Beach — Лили Ролланд
- 1965 — Воздушные приключения / Those Magnificent Men — Брижитт/Марлена/Ингрид/Франсуаза/Иветта/Бетти
- 1965 — Превращение мокриц / La metamorphose des cloportes — Кэтрин Вердье, заведующая художественной галереей
- 1966 — Грек ищет гречанку / Grieche sucht Griechin — Хлое Салоники
- 1967 — Записная книжка Тиффани / Tiffany Memorandum — Сильвия Мейнард
- 1968 — Пруденс и пилюля / Prudence and the Pill — Элизабет Бретт
- 1969 — Измученный войной / La porta del cannone — Рада Калман
- 1969 — Архангел / L’arcangelo — синьёра Таррочи Роба
- 1969 — Сицилийский клан / Le Clan des Siciliens — Жанна Маналезе
- 1970 — Эта белая октябрьская ночь / Quella chiara notte d’ottobre — Арианна
- 1970 — Самки / Die Weibchen — Анна
- 1971 — Гойя, история одиночества / Goya, historia de una soledad) — герцогиня Альба
- 1972 — Голая девушка убита в парке / Ragazza tutta nuda assassinata nel parco — Магда Валленбергер
- 1972 — Трагическая история, случившаяся на вилле леди Александры / Tragica ceremonia en villa Alexander — мать Билла